# ترسپول
ترسپول (به لهستانی:  Terespol) یک منطقهٔ مسکونی در لهستان است که در شهرستان بیاوا پودلاسکا واقع شده‌است. ترسپول ۱۰٫۱۱ کیلومتر مربع مساحت و ۵٬۷۹۴ نفر جمعیت دارد.

## خواهرخوانده
شهر برست، بلاروس خواهرخواندهٔ ترسپول هست.

## نگارخانه

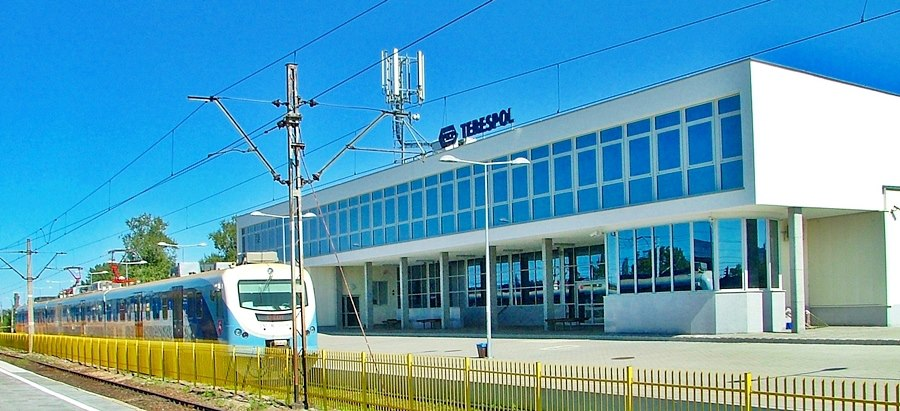
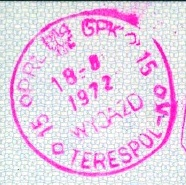
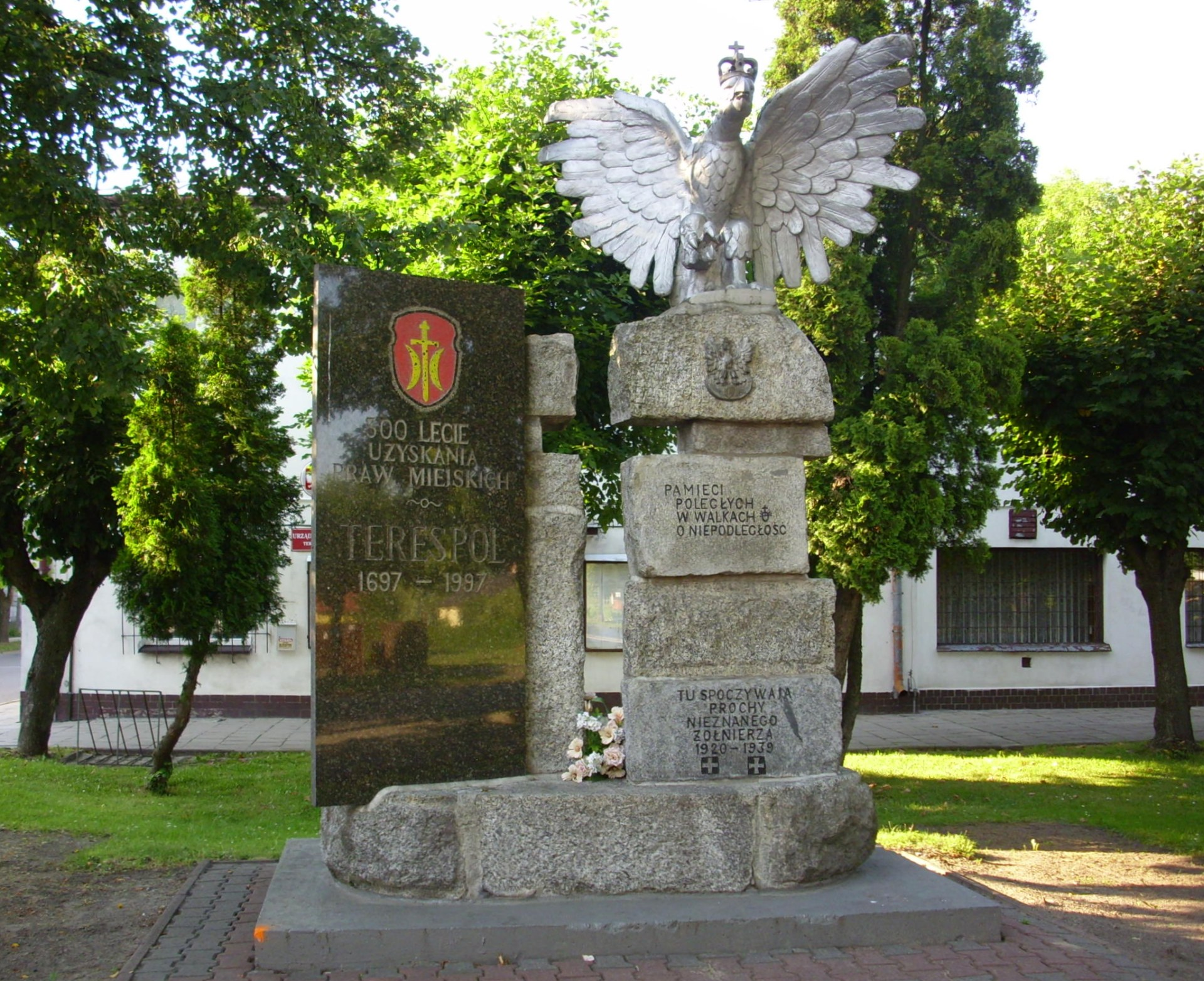
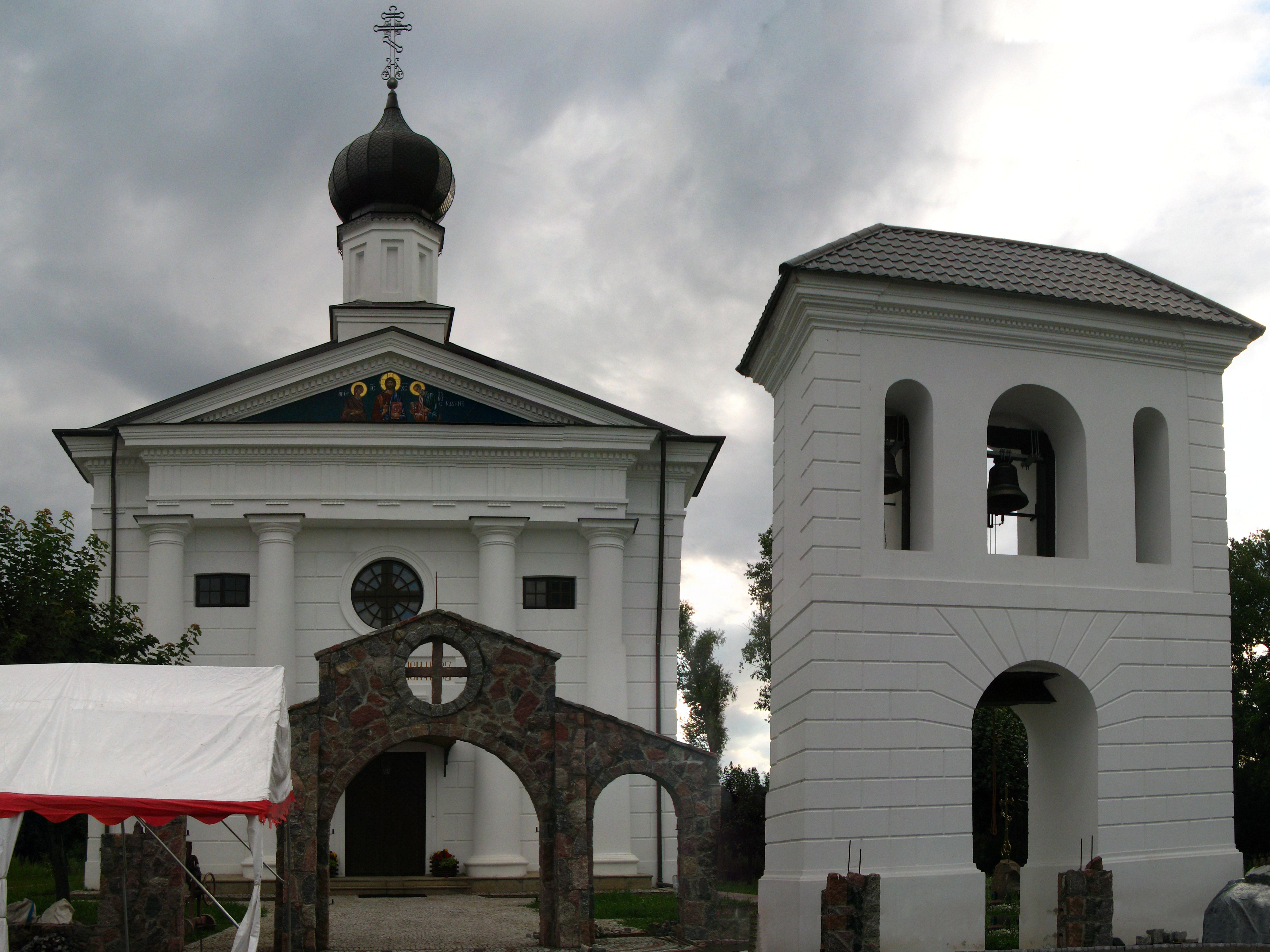
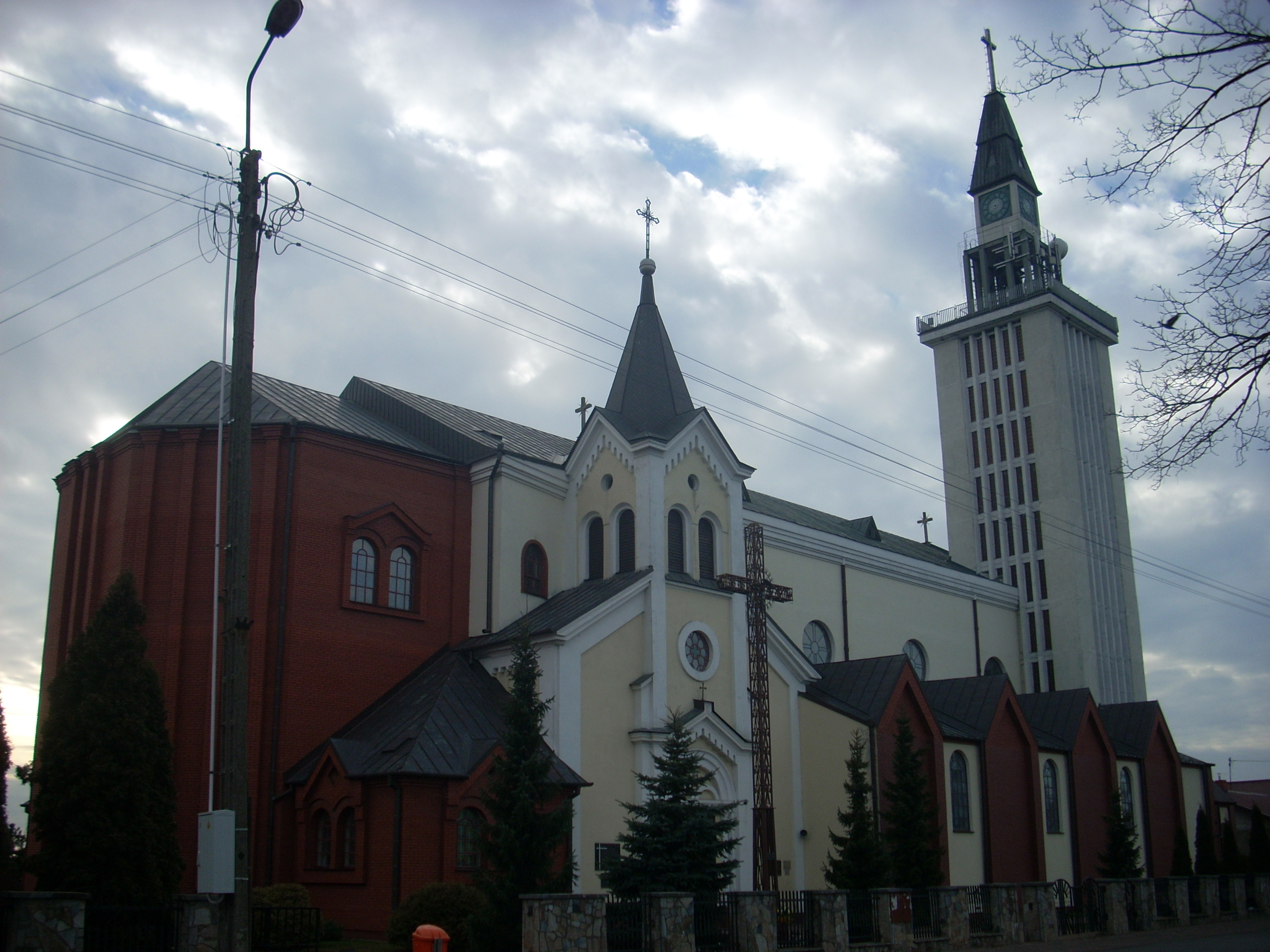
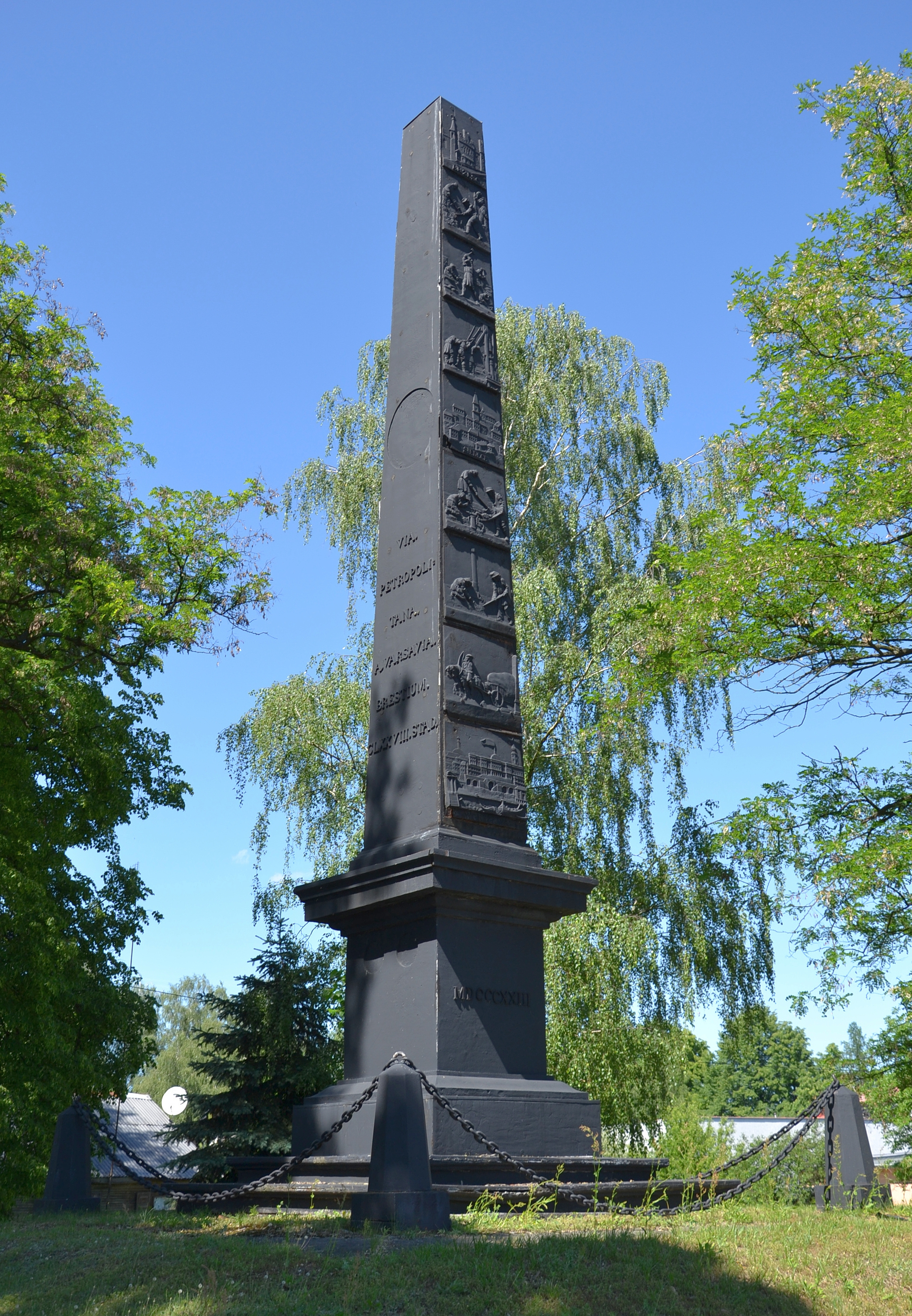